# Cinara alba
Cinara alba är en insektsart. Cinara alba ingår i släktet Cinara och familjen långrörsbladlöss. Inga underarter finns listade i Catalogue of Life.